# Kwiat tysiąca i jednej nocy
Kwiat tysiąca i jednej nocy (wł. Il fiore delle mille e una notte, fr. Les mille et une nuits) – włosko-francuski film fabularny z 1974 roku w reżyserii Piera Paola Pasoliniego. 
Zdjęcia kręcono w Iranie, Jemenie, Nepalu oraz na pustyniach w Erytrei i Etiopii. Podczas kręcenia zdjęć Pasolini zrealizował również krótkometrażowy film dokumentalny pt. Mury Sany (1971).

## Fabuła
Seria baśniowych, naładowanych erotyzmem opowieści, rozgrywających się na niekreślonym Bliskim Wschodzie. Inteligentna, młoda i urodziwa niewolnica Zumurrud, korzystając z łaski swego dotychczasowego pana, może wybrać sobie dowolnego mężczyznę, któremu będzie odtąd służyć. Jej wzrok przyciąga Nur ad-Din. Choć ten nie ma pieniędzy, jeszcze tej samej nocy zamieszkują razem. Następnego dnia Nur ad-Din idzie na targ sprzedać utkany przez swoją niewolnicę kobierzec. Wbrew zakazowi, by unikał mężczyzny o niebieskich oczach, daje się skusić najlepszą ceną. Podążający za nim człowiek podstępem usypia go i porywa dziewczynę. Zrozpaczony mężczyzna wyrusza w długą podróż, by odnaleźć ukochaną.